# Wilhelmus van Bladel
Wilhelmus Christiaan Franciscus van Bladel –conocido como Willy van Bladel– (Eindhoven, 26 de marzo de 1960) es un deportista neerlandés que compitió en vela en la clase Tornado. Su hermano Cees también compitió en vela.
Ganó dos medallas en el Campeonato Mundial de Tornado, plata en 1983 y bronce en 1984, y tres medallas en el Campeonato Europeo de Tornado entre los años 1983 y 1986.

## Palmarés internacional
| \| Campeonato Mundial \| Campeonato Mundial \| Campeonato Mundial \| Campeonato Mundial \| \| Año \| Lugar \| Medalla \| Clase \| \| ------------------ \| -------------------------- \| ------------------ \| ------------------ \| \| 1983 \| Isla Hayling (Reino Unido) \| Medalla de plata \| Tornado \| \| 1984 \| Melbourne (Australia) \| Medalla de bronce \| Tornado \| \| Campeonato Europeo \| \| \| \| \| Año \| Lugar \| Medalla \| Clase \| \| 1984 \| Medemblik (Países Bajos) \| Medalla de plata \| Tornado \| \| 1985 \| Varberg (Suecia) \| Medalla de bronce \| Tornado \| \| 1986 \| Travemünde (RFA) \| Medalla de oro \| Tornado \| |                            |                   |         |
| Campeonato Mundial |                            |                   |         |
| Año | Lugar                      | Medalla           | Clase   |
| 1983 | Isla Hayling (Reino Unido) | Medalla de plata  | Tornado |
| 1984 | Melbourne (Australia)      | Medalla de bronce | Tornado |
| Campeonato Europeo |                            |                   |         |
| Año | Lugar                      | Medalla           | Clase   |
| 1984 | Medemblik (Países Bajos)   | Medalla de plata  | Tornado |
| 1985 | Varberg (Suecia)           | Medalla de bronce | Tornado |
| 1986 | Travemünde (RFA)           | Medalla de oro    | Tornado |